# Château de Cherveux
Le château de Cherveux est situé sur la commune de Cherveux dans le département des Deux-Sèvres. Il est classé au titre des monuments historiques depuis le 16 septembre 1929.

## Historique

### Féodalité
Primitivement, ce fut une simple motte castrale. Cherveux est mentionné en 1100 comme dépendance de l'abbaye de Saint-Maixent. Il passe ensuite entre les mains des Lusignan et devient une forteresse. La maison des Lusignan acquit dès le haut Moyen Âge une puissance qui permit à Guy de Lusignan de monter sur le trône de Chypre et de Jérusalem - île conquise par Richard Cœur de Lion au début du XIIe siècle.
La légende donne au château une origine très ancienne, la fée Mélusine "Mère Lusine", la fée bâtisseuse, moitié femme, moitié serpent... et peut-être que la forteresse a surgi d'une dorne de pierres qu'elle laissa tomber une nuit de "noire lune" alors qu'elle survolait la région poitevine...
Il est confisqué aux Lusignan en 1242 par Saint Louis sur Hugues X de Lusignan, comte de la Marche, qui avait des démêlés avec le roi et donné par celui-ci à son frère Alphonse, comte du Poitou. Le château fut restitué à ses descendants car il fit sa soumission et rentra en grâce (il accompagna le roi à la croisade et mourut dans un combat en arrivant en Égypte en 1249). En 1303,  le château passa par la suite aux Mello puis aux Craon et aux Chalons. Il fut saisi par les Anglais en 1363 sous le règne d'Édouard III et donné à Guillaume de Felton, sénéchal du Poitou.
Mais après la victoire de Du Guesclin en 1369, la seigneurie de Cherveux revient à son ancien propriétaire,  Amaury de Craon. Puis succéda Guy de la Trémoille (chambellan, Premier ministre et gouverneur du royaume de Charles VII), Louis de La Trémoille vendit Cherveux en 1457 à Amaury d'Étissac (seigneur de Coulonges-les-Royaux) qui le céda à Jean de Naydes qui à son tour le vendit à la famille Chenin.
Leur fille Louise Chenin épousa Robert Conningham en mai 1440. D'origine écossaise (Clan Cunningham (en)), capitaine de la garde du corps du roi (fort bien en cour auprès de Louis XI), Cunningham eut les moyens de faire élever le château, ex nihilo, dans sa forme actuelle d'un seul jet, vers 1470.

### Guerres de religion
Cherveux fut transmis par mariage aux Puyguyon, puis aux Saint-Gelais. Louis de Saint-Gelais, amiral de la flotte protestante, un des principaux chefs protestants de la région, s'empara de Niort et fut chargé du commandement de la province du Poitou dont Henri IV le nomma par la suite lieutenant général. Il en fit une redoutable place forte.
Elle allait être néanmoins prise et subir bien des avanies en 1569 par le comte du Lude qui passa toute la garnison au fil de l'épée. Ensuite en 1574 par le duc de Montpensier. Enfin en 1586, le 15 décembre elle subit les assauts de M. Malicorne, gouverneur du Poitou.
À la mort de Louis de Saint-Gelais, son fils Josué de Saint-Gelais devint seigneur de Cherveux. Il fit don à l'église réformée d'un jardin pour y édifier un temple en 1620.
Après toutes ces épreuves, le propriétaire Charles de Saint-Gelais se convertit au catholicisme et fit interdire le culte protestant à Cherveux. Succédèrent aux Saint-Gelais, les Plessis-Chatillon, puis au XVIIIe siècle les Narbonne-Pelet.

### La Révolution
Le comte et la comtesse de Narbonne-Pelet moururent guillotinés. Leurs biens furent confisqués et vendus au profit de la nation. Les archives furent brûlées au milieu de la cour et le pic des démolisseurs saccagea les blasons. L'accès aux douves pour les habitants qui venaient faire boire leurs animaux et laver leur linge évita sa destruction.
Il fut vendu à Pierre Allonneau, le 12 frimaire an III de la Révolution, qui fit interdire l'accès dans la cour et donc aux douves malgré les protestations des habitants;  le procès dura 20 ans et fut finalement gagné par lui, qui aurait bénéficié de l'appui du secrétaire général de la préfecture Chauvuin-Hersant. 
Les descendants de celui-ci (famille Clouzot-Meynier) le conservèrent jusqu'en 1931 et le vendirent à Lucien Redien (dont le père d'abord et lui-même ensuite étaient fermiers depuis 1912)
Le château fut classé monument historique le 16 septembre 1929. Il est aujourd'hui la propriété de M. et Mme Eckel.

## Architecture

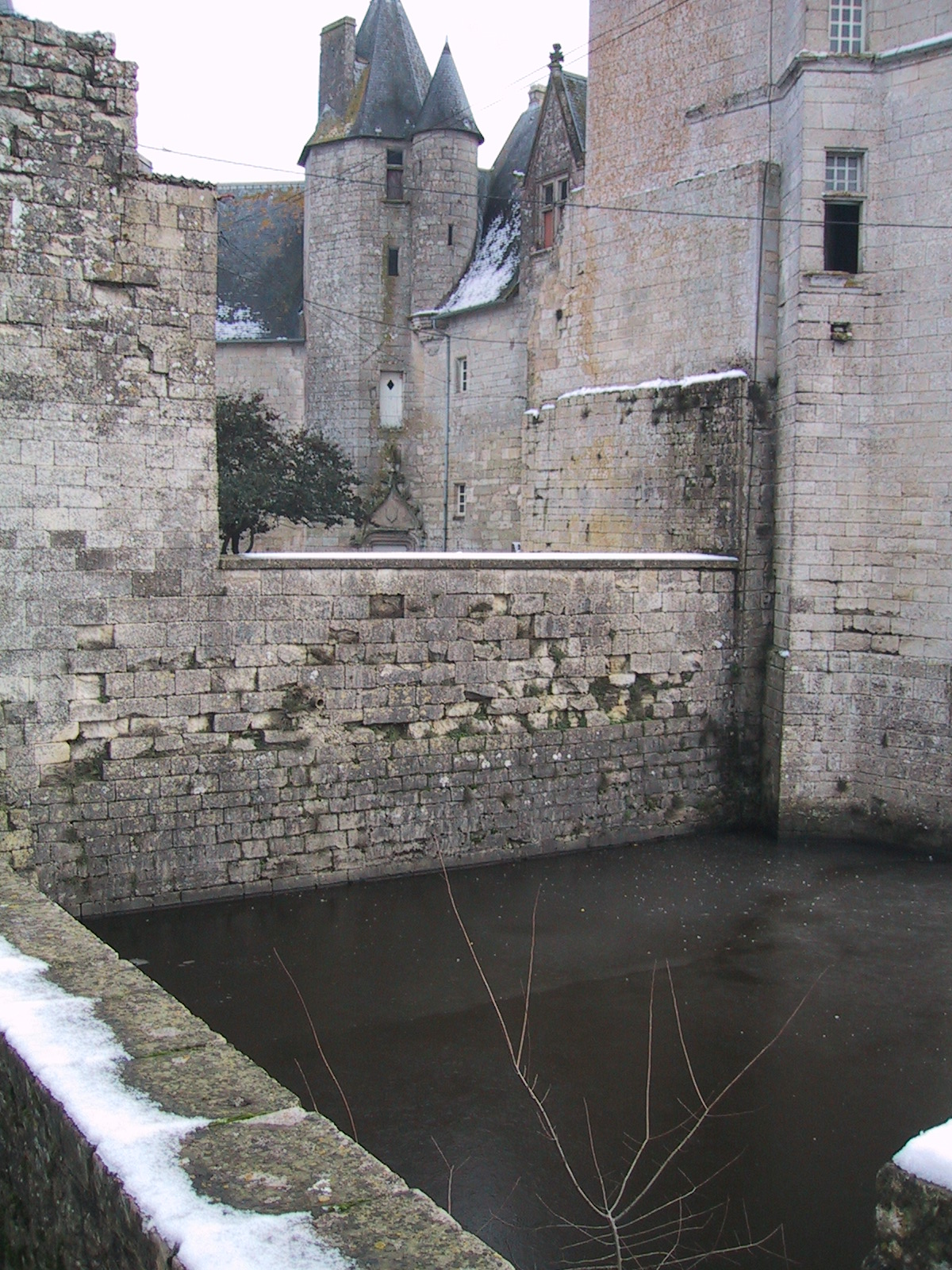
Vue côté douves à l'entrée du château

Le château dessine un pentagone irrégulier entouré de douves en eau, alimentées par une source "en hauteur".
L'entrée du château se fait par le pont dormant de trois arches qui passe la porte charretière. Elle est dominée par un chemin de ronde muni de sept mâchicoulis. Un passage vouté traverse le châtelet.
La pièce maîtresse, joyau de Cherveux, se dresse devant le visiteur lorsqu'il arrive au château par le village. Il s'agit d'un superbe donjon avec ses redans, ses mâchicoulis sculptés et sa lucarne richement ornée d'oiseaux, d'anges et de feuillage.
La beauté du château vient de l'agencement des divers corps de bâtiments qui composent l'édifice et qui, partant du massif donjon sont reliés entre eux par une succession de tours et de tourelles à pans coupés, formant une composition géométrique d'une extrême rigueur n'excluant d'ailleurs pas le pittoresque. Bien que son origine soit fort ancienne le château, plusieurs fois ruiné par les guerres, date en son état actuel de la seconde moitié du XVe siècle et de Robert de Coningham. Lors de sa reconstruction, une seconde enceinte formée de murailles et de tours fut élevée ; celle-ci a complètement disparu aujourd'hui. Pendant les guerres, les habitants voisins du château avaient la permission de s'y établir avec leurs femmes, leurs enfants, leurs meubles et leurs troupeaux. Protection appréciable, même si elle se payait par l'obligation de contribuer aux réparations et de monter la garde... De nos jours, le château est cerné par de larges douves et une solide muraille d'une construction remarquablement soignée.
Accolée au porche qui succède au pont, une construction plus récente abritait les soldats, désormais transformée en chambres d'hôtes. Lors des sièges et des guerres, de grosses destructions furent infligées à cette forteresse : ainsi une grande partie des murailles a-t-elle à jamais disparu. Nous entrons dans la cour intérieure qui présente la forme d'un pentagone irrégulier. Au fond nous voyons une tour ronde dérasée à droite se dresse le donjon auquel vient s'appuyer le logis formant deux côtés du polygone, il était accessible par un escalier et un pont-levis. L’orifice permettant de passer la chaîne est visible au-dessus de la porte. Chaque étage du donjon comporte une chambre, des latrines, et une arrière chambre. Appuyé au donjon, quelques années après : le « corps de logis », composé de 4 niveaux. Dans la salle de réunion, la charpente en « bateau renversé » était recouverte d’un enduit de chaux permettant l’isolation, et la sécurité incendie. Les remparts démolis, ainsi que 3 tours, quelques années avant le XXe siècle ont comblé une partie des douves. Grâce au plafond en forme de coupole, l’acoustique y est surprenante.
Grâce à la ligne brisée de sa façade, à ses tourelles et à ses échauguettes, aux choux frisés et aux feuillages de ses sculptures, cette demeure austère acquiert une élégance originale et harmonieuse.

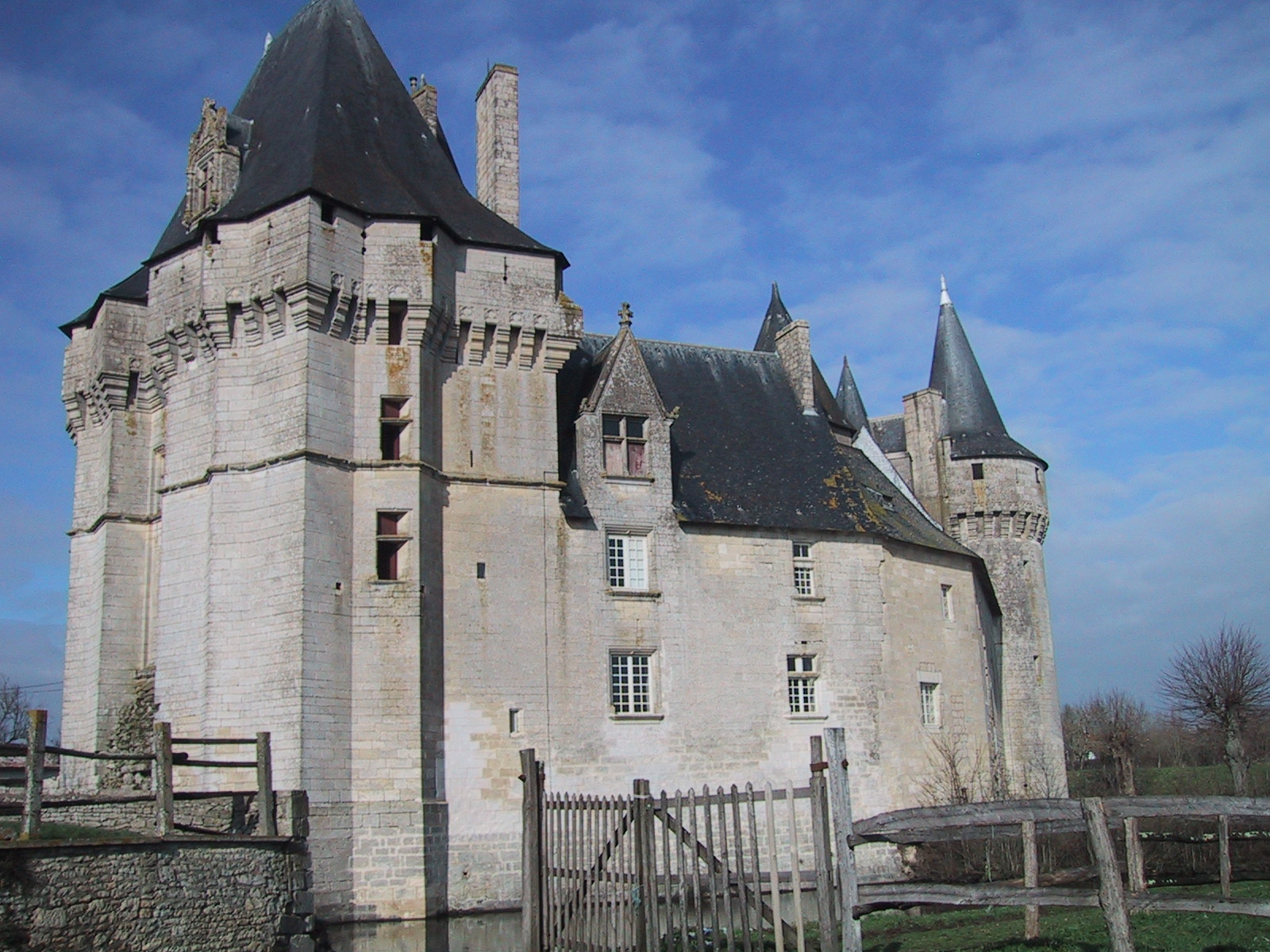
Tour côté droit

Deux hautes tours d'escalier hexagonales viennent animer la façade. L'art des artistes du gothique flamboyant s'est exercé aux portes, aux crochets des lucarnes et aux culs-de-lampe des tourelles.
À l'angle nord-ouest une tour trapue, décapitée témoigne de la première construction féodale dressée en ce lieu jusqu'au XVe siècle.
En effet ces angles (redans), qui pourraient sembler n'être qu'un artifice architectural servant à alléger la masse, sont en réalité destinés à protéger les fenêtres et les défenseurs. C'est l'utilisation récente des armes à feu qui a conduit à modifier la structure des édifices militaires.

## Parc et jardins
À l'intérieur du château se trouve une sympathique cour intérieure. Le château est entouré par une douve. L'entrée du château jouxte la place centrale du village. De l'autre côté, le château est entouré par les champs où se pratiquent les activités typiques. Dans l'espace attenant au château il y a une écurie et des granges.